# Montae Nicholson
Montae Nicholson (Columbus, 4 dicembre 1995) è un giocatore di football americano statunitense che milita nel ruolo di safety per i Washington Redskins della National Football League  (NFL).

## Biografia

### Carriera professionistica
Nicholson al college giocò a football con i Michigan State Spartans dal 2014 al 2016. Fu scelto nel corso del quarto giro (123º assoluto) nel Draft NFL 2017 dai Washington Redskins. Debuttò come professionista subentrando nella gara del primo turno contro i Philadelphia Eagles senza fare registrare alcuna statistica. Nel terzo turno, contro gli Oakland Raiders, mise a segno il primo intercetto in carriera sul quarterback Derek Carr.